# Rok Drakšič
Rok Drakšič, né le 7 juin 1987 en Slovénie, est un judoka slovène.

## Palmarès
| Année | Tournoi                       | Place | Catégorie de poids |
| ----- | ----------------------------- | ----- | ------------------ |
| 2016  | Championnats d'Europe de judo | 3e    | –73 kg             |
| 2015  | Championnats d'Europe de judo | 3e    | –73 kg             |
| 2014  | Championnats d'Europe de judo | 3e    | –73 kg             |
| 2013  | Championnats d'Europe de judo | 1er   | –73 kg             |
| 2012  | Championnats d'Europe de judo | 3e    | –66 kg             |
| 2011  | Championnats du monde de judo | 5e    | –66 kg             |
| 2010  | Championnats d'Europe de judo | 3e    | –66 kg             |
| 2009  | Jeux méditerranéens           | 3e    | –66 kg             |
| 2007  | Championnats du monde de judo | 5e    | –60 kg             |
| 2007  | Championnats d'Europe de judo | 7e    | –60 kg             |
| 2005  | Jeux méditerranéens           | 2e    | –60 kg             |